# Marque NF
Pour les articles homonymes, voir NF.
La marque NF est une marque collective de certification attestant de la conformité du produit ou service à des caractéristiques de sécurité et de qualité. Elle est délivrée par Afnor Certification, (filiale du groupe Afnor), ainsi que par certains organismes faisant partie du Réseau NF (CSTB, Institut technologique FCBA, Laboratoire national de métrologie et d'essais…) et mandatés par Afnor Certification pour procéder aux opérations de certification.
La marque NF n'est pas une marque commerciale, mais une marque collective de certification, censée apporter la preuve qu’un produit est conforme à des caractéristiques de sécurité et/ou de qualité définies dans le référentiel de certification correspondant.
Ce référentiel est constitué :
- de normes françaises, européennes ou internationales ;
- de spécifications complémentaires concernant le produit ou service et l'organisation qualité de l'entreprise contenues dans des règles de certification, spécifiques à chaque produit ou service.

Les référentiels de certification sont établis en concertation avec tous les acteurs concernés : industriels ou prestataires de services, organisations professionnelles, consommateurs, pouvoirs publics…
La conformité aux normes françaises est obligatoire en France pour tous les marchés de fourniture ou de construction destinés à des administrations (marché public).
Le logo de la marque NF figure sur le produit ou son emballage.
Les prestataires de services certifiés affichent le logo NF Service sur leur vitrine, leur comptoir, les documents commerciaux… 
Il existe quatre marques NF : 
- pour les produits industriels et de consommation : la marque NF ;
- pour les produits écologiques : la marque NF Environnement ;
- pour les services : la marque NF Service ;
- pour les mobiliers professionnels : la marque NF Mobilier Professionnel.

## Logos

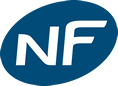
Marque NF.
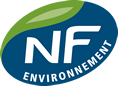
Marque NF Environnement.
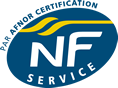
Marque NF Service.
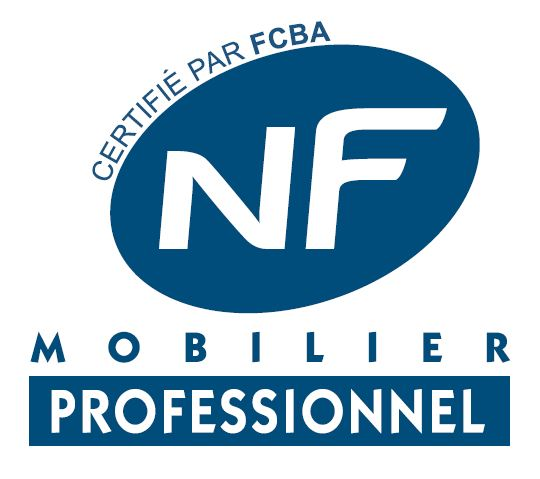
Marque NF Mobilier Professionnel.